# لیبارید سارگسیان
لیبارید تیگرانی سارگسیان (ارمنی: Լիպարիտ Տիգրանի Սարգսյան؛ زادهٔ ۵ فوریهٔ ۱۹۳۸ - درگذشته ۶ ژانویهٔ ۲۰۲۳) شاعر، نویسنده، مترجم، رمان‌نویس و نویسنده ادبیات کودکان اهل ارمنستان است.

## زندگی‌نامه
وی در ۵ فوریهٔ ۱۹۳۸ ‏(۸۷ سال) در واهاگنی به دنیا آمد و از دانشگاه دولتی علوم پرورشی خاچاطور آبوویان ارمنستان فارغ‌التحصیل گشت. وی برنده جوایزی همچون مدال موسس خورناتسی و مدال طلای وزارت فرهنگ جمهوری ارمنستان است. وی در ۶ ژانویه ۲۰۲۳ در سن ۸۴ سالگی در ایروان درگذشت.